# Años 1460
Los años 1460 o década del 1460 empezó el 1 de enero de 1460 y terminó el 31 de diciembre de 1469.

## Acontecimientos
- Inglaterra se encuentra en medio de la Guerra de las Dos Rosas (1455-1485 aprox.) entre las casas de Lancaster y York.
- 1464: Paulo II sucede a Pío II como papa.